# 수내중학교
수내중학교(藪內中學校)는 대한민국 경기도 성남시 분당구 수내동에 있는 공립 중학교이다.

## 학교 연혁
- 1991년 3월 1일 : 설립 인가
- 1992년 9월 1일 : 초대 이근정 교장 취임
- 1992년 9월 5일 : 개교
- 1993년 2월 16일 : 제1회 졸업식 (남 8명, 여 15명 계 23명)
- 2022년 3월 1일 : 제9대 김완태 교장 취임
- 2023년 1월 6일 : 제31회 졸업장 수여식(남 218명, 여 178명 계 396명, 총 누계 14,425명)

## 참고 자료
- 수내중학교 - 한국교육학술정보원 학교알리미